# لوك يونغ
لوك يونغ (بالإنجليزية: Luke Young)‏ (مواليد 19 يوليو 1979 في هارلو - إنجلترا) لاعب كرة قدم إنجليزي يلعب حاليا لصالح نادي الدرجة الممتازة أستون فيلا الإنجليزي منذ 2008 في مركز الظهير الأيمن .

## مسيرته الكروية
لعب لوك يونغ خلال مسيرته الاحترافية مع 5 أندية في سبعة عشر موسمًا وسجل خلالها 9 أهداف ضمن 379 مباراة. ولم يفز بأي موسم بالكأس أو بالدوري.
خاض لوك يونغ مسيرته مع نادي توتنهام هوتسبير في موسم 1998–99 واستمر معه طيلة ثلاثة مواسم، مشاركًا في 58 مباراة ولم يسجل أي هدف. ثم انتقل إلى نادي تشارلتون أثلتيك في موسم 2001–02 ليلعب معه ستة مواسم، حيث شارك في 187 مباراة سجل خلالها 4 أهداف. لينتقل بعدها إلى نادي ميدلزبره في موسم 2007–08 لمدة موسم واحد، مشاركًا في 35 مباراة سجل خلالها هدفًا واحدًا. ثم انتقل إلى نادي أستون فيلا في موسم 2008–09 ليلعب معه أربعة مواسم، مشاركًا في 75 مباراة سجل خلالها هدفين. هذا وانتقل لاحقًا إلى نادي كوينز بارك رينجرز في موسم 2011–12 واستمر معه طيلة ثلاثة مواسم، مشاركًا في 24 مباراة سجل خلالها هدفين أيضًا.

## روابط خارجية
- لوك يونغ على موقع قاعدة بيانات كرة القدم.إي يو (الإنجليزية)
- لوك يونغ على موقع ناشيونال فوتبول تيمز (الإنجليزية)
- لوك يونغ على موقع Soccerbase.com (لاعب) (الإنجليزية)
- لوك يونغ على موقع Soccerway.com (الإنجليزية)
- لوك يونغ على موقع عالم كرة القدم.نت (الإنجليزية)
- لوك يونغ على موقع AS.com (الإسبانية)